# Malpartida de la Serena
Malpartida de la Serena é um município da Espanha na comarca de La Serena, província de Badajoz, comunidade autónoma da Estremadura, de área 26,3 km². Em 2021 tinha 536 habitantes (densidade: 20,4 hab./km²).

## Demografia
| Variação demográfica do município entre 1991 e 2004 [carece de fontes?] | Variação demográfica do município entre 1991 e 2004 [carece de fontes?] | Variação demográfica do município entre 1991 e 2004 [carece de fontes?] | Variação demográfica do município entre 1991 e 2004 [carece de fontes?] |
| ----------------------------------------------------------------------- | ----------------------------------------------------------------------- | ----------------------------------------------------------------------- | ----------------------------------------------------------------------- |
| 1991                                                                    | 1996                                                                    | 2001                                                                    | 2004                                                                    |
| 1070                                                                    | 831                                                                     | 754                                                                     | 736                                                                     |